# Clossiana transsylvanica
Clossiana transsylvanica är en fjärilsart som beskrevs av Tiltscher 1913. Clossiana transsylvanica ingår i släktet Clossiana och familjen praktfjärilar. Inga underarter finns listade i Catalogue of Life.